# Feminizam pretilosti
Gojazni feminizam (engleski: Fat feminism) ili gojazno-pozitivni feminizam (engleski: fat-positive feminism) struja je koja se javila unutar šireg feminističkog pokreta i čiji zagovornici tvrde da su gojazne žene predmet društvene diskriminacije te samim time u neravnopravnom položaju u obrazovanju i zapošljavanju. Pokret je nastao još 1970-ih u doba tzv. feminizma drugog vala, ali tek je nedavno postao šire prihvaćen, slično pokretu za prihvaćanje gojaznosti.
Zagovornici gojaznog feminizma tvrde da su žene genetski predodređene da imaju više tkiva od muškaraca i samim time sklonije gojaznosti te time i diskriminaciji prema tjelesnoj masi. Također se navodi da se gojaznost češće javlja kod žena koje pripadaju manjinskim grupama, to jest siromašnijim ženama, pa se tako na diskriminaciju prema tjelesnoj masi nastavlja spolna, rasna i klasna diskriminacija u društvu.
Čest predmet napada zagovornika gojaznog feminizma jest tzv. ideal ženske figure koga agresivno promoviraju masovni mediji, a pogotovo modna industrija sa supermodelima koji imaju 23 % manje tjelesne mase od prosječne žene, a čiju figuru ima samo 5 % ženske populacije. Takav nerealni ideal razlog je propasti 95 % svih dijeta i razlog razvoja poremećaja kao što su anoreksija i bulimija, često sa smrtnim posljedicama.